# Haloschizopera pauciseta
Haloschizopera pauciseta är en kräftdjursart som beskrevs av Por 1959. Haloschizopera pauciseta ingår i släktet Haloschizopera och familjen Diosaccidae. Inga underarter finns listade i Catalogue of Life.